# The Lost Christmas Eve
The Lost Christmas Eve es el cuarto álbum de Trans-Siberian Orchestra. Fue lanzado el 12 de octubre de 2004, y es el último álbum en su "Christmas trilogy", con la Christmas Eve and Other Stories (1996) y The Christmas Attic (1998) que vienen antes de este. Los tres álbumes, así como The Ghosts of Christmas Eve DVD, se presentaron en el box set The Christmas Trilogy. El álbum fue certificado Oro en cinco semanas, y fue multiplatino. En 2012 Trans-Siberian Orchestra recorrió una producción en vivo de The Lost Christmas Eve por primera vez y realizó la Ópera rock en más de 100 espectáculos en arena en toda América del Norte. A finales de octubre de 2013, TSO publicó una versión narrada de la víspera de The Lost Christmas Eve al igual que lo hicieron en 2012 con Beethoven's Last Night. 

## Historia
The Lost Christmas Eve es la última entrega de la trilogía de Navidad de TSO. "El disco continúa con la tradición de sus dos predecesores contando un cuento musical de la pérdida y la redención, esta abarca un hotel venido a menos, una tienda de juguetes viejos, un bar de blues, una catedral gótica y sus respectivos habitantes, cuyos destina están entrelazados por una sola noche encantada en la ciudad de Nueva York.
La historia comienza con una lágrima de tristeza infinita que cae de los cielos a un hombre de negocios que cuarenta años antes había abandonado a su hijo recién nacido a una institución de funcionamiento del estado, y cómo estaba algo cerca de la Víspera de Navidad que permite a los seres humanos recordar errores que hemos cometido en nuestras vidas.
En este cuento sinfónico, el ángel más joven de Dios es enviado una vez más en una misión para traer a su Señor el nombre de la persona que mejor continuó la obra de su Hijo en la tierra. Sin embargo, a diferencia de sus otros viajes, el ángel solo podía usar sus alas dos veces,
una vez cuando descendió a la Tierra y una vez más cuando se fue. En busca de un probable lugar para buscar, el ángel decidió aterrizar en la ciudad de Nueva York. 
En cuanto tocó el suelo, se da cuenta de un artista callejero que teje una historia sobre el Imperial Wizards Ball of Winter a un grupo de niños. Luego entró en un hotel, y al entrar en el salón de baile, se encuentra con los habitantes del futuro y el pasado. Entonces él se va y entra en un club de blues donde una banda de jazz está tocando música, con el tiempo todo el bar se reúne y comienza a cantar con la banda, a excepción de un hombre que deja sin decir una palabra negándose a participar en esta alegre marea del yule.
El ángel se dio cuenta de que el hombre dejó un rastro de sangre. La sangre provenía de una herida en el alma del hombre combinado con lágrimas que sólo un ángel podía ver. Mientras seguía al hombre, que había estado caminando a su casa desde el trabajo, el ángel miró en el corazón del hombre para encontrar la razón detrás de alma herida del hombre.
Como el ángel se adentró en el pasado del hombre, se vio que no siempre había odiado la Navidad y, de hecho, le encantaba como a cualquier otro niño. Su familia era una buena cristiana, y que le habían enseñado que todos los hombres son creados a imagen de Dios. Con el tiempo se casó y su esposa quedó embarazada. En la noche del nacimiento, las cosas iban según lo previsto y normal. Sin embargo, el hombre, entonces se dio cuenta de que había muchos médicos corriendo a la habitación de su esposa, pero ninguno salía. El médico le dijo que durante el nacimiento, ella había tenido una hemorragia y que, por desgracia, no pudieron salvarla. Cuando una enfermera, en un esfuerzo para consolarlo, le dio a su hijo que había sobrevivido, el bebé parecía enfermizo. El doctor explicó que debido a que la madre había tenido una hemorragia de sangre tan mal, el bebé había sido cortado de oxígeno durante tanto tiempo que sufrió daño cerebral permanente, él sería incapaz de funcionar como una persona normal en la edad adulta y tendría suerte si él aprendiera a caminar. Enfurecido por este resultado, el hombre grita hacia el cielo, que si el hombre está hecho a imagen de Dios que no veía nada de Dios en su hijo. El hombre le dio el bebé a la enfermera y le preguntó si el niño puede ser colocado en una instalación del estado.
Después de ver esto, el ángel dejó de lado el hombre, que no se dio cuenta de que el ángel estaba mirando en él. Más tarde se encontró con un joven, vestido con un abrigo de invierno de estilo Imperial Ruso, frente a una tienda de juguetes. La chica afirmó estar alojados con sus padres en una habitación del piso doce del hotel al otro lado de la calle. Ella le preguntó si tenía hijos. El hombre respondió con un breve y brusco "No", pero sabía que había mentido, y por primera vez en décadas que piensa acerca de él y el hijo. El hombre le dijo a la chica que volvería a su habitación en el hotel cercano, donde ella dijo que ella se alojaba en el piso doce habitación veinticuatro, luego llamó a un taxi y partió en busca de su hijo.
Con el tiempo, llegó a un hospital, similar a aquel en el que nació su hijo, y le preguntó por su hijo. Una enfermera lo llevó a una habitación donde el hijo, ahora un hombre adulto, se balanceaba los bebés nacidos de madres adictas al crack para dormir. Cuando el hombre le preguntó si su hijo podía hablar, la enfermera, al darse cuenta de que había pasado un tiempo desde que se habían conocido, dijo: "No, pero es un buen oyente." Después de tantos años, padre e hijo se reencuentran.
El padre preguntó a su hijo para salir del complejo donode vivió y quedarse con él, el accedió. Luego tomaron un taxi hasta el hotel, cerca de la tienda de juguetes para encontrar a la chica y le preguntaron por la habitación de la chia. Sin embargo, por extraño que parezca, no había duodécimo piso del hotel, ni tampoco había allí incluso había allí algunos niños toda la semana. Confundido, el hombre regresó a la cabina con su hijo. Entonces el hombre sacó su maletín y derramó su contenido en la acera que incluye una carpeta que contiene las posesiones de su hijo, incluyendo una foto de su esposa como a una chica que nunca había visto antes. El hijo dio una mirada de asombro, a lo que el hombre le explicó que iba a renunciar a su trabajo para conseguir un trabajo en el hospital donde su hijo trabajaba. El hijo alegremente sonrió.
Cuando el ángel volvió al Cielo, que informe a su Señor el ángel en un primer momento dio el nombre del hijo del hombre, pero después de un momento de vacilación, añadió el nombre del narrador, el músico de jazz, y todas las otras personas que había visto, incluso el padre. Fue en este punto que el ángel se dio cuenta de que todo el mundo sigue la obra de su Hijo cuando, "Haz a los demás como te gustaría que te hagan a ti."

## Lista de canciones
| N.º   | Título                                             | Duración |  |
| 1.    | «Faith Noel» (Instrumental)                        | 4:32     |  |
| 2.    | «The Lost Christmas Eve»                           | 5:33     |  |
| 3.    | «Christmas Dreams»                                 | 3:54     |  |
| 4.    | «Wizards in Winter» (Instrumental)                 | 3:06     |  |
| 5.    | «Remember»                                         | 3:25     |  |
| 6.    | «Anno Domine»                                      | 2:13     |  |
| 7.    | «Christmas Concerto» (Instrumental)                | 0:42     |  |
| 8.    | «Queen of the Winter Night»                        | 3:11     |  |
| 9.    | «Christmas Nights in Blue»                         | 4:18     |  |
| 10.   | «Christmas Jazz» (Instrumental)                    | 2:16     |  |
| 11.   | «Christmas Jam»                                    | 3:47     |  |
| 12.   | «Siberian Sleigh Ride» (Instrumental)              | 3:08     |  |
| 13.   | «What Is Christmas?»                               | 2:51     |  |
| 14.   | «For the Sake of Our Brother»                      | 3:09     |  |
| 15.   | «The Wisdom of Snow» (Instrumental)                | 2:01     |  |
| 16.   | «Wish Liszt (Toy Shop Madness)» (Instrumental)     | 3:42     |  |
| 17.   | «Back to a Reason (Part II)»                       | 4:52     |  |
| 18.   | «Christmas Bells, Carousels & Time» (Instrumental) | 1:04     |  |
| 19.   | «What Child Is This?»                              | 5:57     |  |
| 20.   | «O’ Come All Ye Faithful» (Instrumental)           | 1:26     |  |
| 21.   | «Christmas Canon Rock»                             | 5:02     |  |
| 22.   | «Different Wings»                                  | 2:44     |  |
| 23.   | «Midnight Clear» (Instrumental)                    | 1:38     |  |
| 66:46 |                                                    |          |  |